# プレッシャー・リッジ
プレッシャー・リッジ（英語: pressure ridge）は冬季に大きな凍結湖で典型的に見ることができる氷の構造である。この場合は氷丘脈（）と呼ばれる。最も理解しやすいプレッシャー・リッジは湖面における温度の上昇と下降の繰返しによって発生する長い氷の亀裂である。

## 概説
極端に寒い時には、氷の体積は他の全ての固体のように収縮し、完全に凍結した湖の表面には亀裂による開口部ができる。その亀裂はすぐ水で満たされ再び凍結するが、時間が経って温度が上昇すると氷は膨張して氷自体を亀裂の線に沿って上方に押し上げようとする力となる。これは大変小さな規模だがプレートテクトニクスが山脈を形成することとほぼ同じ原理である。
プレッシャー・リッジは時には数キロの大きさになり、アイスロードを使った通行の障害になることがある。
固形化した比較的低温の表層が下層を流れる比較的高温の溶岩の動きによって変形させられる場合はプレッシャー・リッジは溶岩流によっても生じる。

## 例
- 御神渡り - 日本の長野県の諏訪湖で観察される。